# سپنه‌کران
سپنه‌کران (به لاتین: Səpnəkəran) یک منطقهٔ مسکونی در جمهوری آذربایجان است که در شهرستان لنکران واقع شده‌است.

## جمعیت
سپنه‌کران ۱۶۰۱ نفر جمعیت دارد.

## ریشه واژه
سَپَه (Səpə) در زبان تالشی به‌معنی بالا، بالایی یا شمالی و کران (کَه‌اُن) به‌معنی خانه‌ها یا روستا است و سپنه‌کران یعنی آبادی بالایی. در شماری از کتاب‌های تاریخی همچون اخبارنامه نام این آبادی به صورت سپه‌کران یاد شده است.